# Scrooge: Ein Weihnachtsmusical
Scrooge: Ein Weihnachtsmusical (Originaltitel: Scrooge: A Christmas Carol) ist ein computeranimierter Fantasyfilm vom Regisseur Stephen Donnelly. Er basiert auf dem bekannten Roman Eine Weihnachtsgeschichte des englischen Schriftstellers Charles Dickens. Der Film wurde im November 2022 in einigen Kinos veröffentlicht und erschien am 2. Dezember desselben Jahres auf Netflix.

## Handlung
Die Geschichte ereignet sich am Weihnachtsabend. Ebenezer Scrooge ist ein geiziger, alter Geschäftsmann, der trotz seines großen Vermögens nichts für andere Menschen übrig hat. Er behandelt Familienangehörige und Angestellte schlecht und lebt zurückgezogen und verbittert. Am Abend wird er von dem Geist seines verstorbenen Geschäftspartners heimgesucht. Dieser eröffnet ihm, dass drei Geister ihn besuchen werden.
Durch die folgenden Besuche der Geister erfährt Scrooge eine Läuterung von seinem materialistischen, egoistischen Lebenswandel.

## Rezeption

### Kritiken
Oliver Armknecht von Film-Rezensionen.de bewertete den Film eher negativ und befand, dass Scrooge: Ein Weihnachtsmusical „schon irgendwie in Ordnung“ sei, „aber inhaltlich und visuell zu wenig [mache], um sich von den vielen anderen Adaptionen abzuheben.“ Kino&co kritisierte, die Version bringe „zwar inhaltlich nichts Neues auf den Tisch“, dennoch trügen die Animationen und Lieder zu einem unterhaltsamen Familienerlebnis bei.

### Auszeichnungen
London Critics’ Circle Film Awards 2023
- Nominierung als Beste britische Darstellerin (Jessie Buckley, auch für Men – Was dich sucht, wird dich finden & Die Aussprache)
- Nominierung als Beste britische Darstellerin (Olivia Colman, auch für Empire of Light, Joyride & Der gestiefelte Kater: Der letzte Wunsch)[4]

## Synchronisation
Die deutschsprachige Synchronisation entstand bei der Iyuno-SDI Group Germany nach Dialogbüchern von Christian Grundlach (Sprache) und Michael Ernst (Liedtexte). Michael Ernst war auch für die Dialogregie und die musikalische Leitung verantwortlich.
| Rolle                             | Original             | Deutsche Synchronstimme                        |
| --------------------------------- | -------------------- | ---------------------------------------------- |
| Ebenezer Scrooge                  | Luke Evans           | Sascha Rotermund (Sprache) Maik Lohse (Gesang) |
| Beryl                             | Zaris-Angel Hator    | Asya Tolaz                                     |
| Bob Cratchit                      | Johnny Flynn         | Konrad Bösherz                                 |
| Ebenezer Scrooge (jung)           | Sil Van Der Zwan     | Theodor Genschow                               |
| Ethel Cratchit                    | Rebecca Gethings     | Magdalena Turba                                |
| Geist der gegenwärtigen Weihnacht | Trevor Dion Nicholas | Daniel Zillmann                                |
| Geist der vergangenen Weihnacht   | Olivia Colman        | Christin Marquitan                             |
| Harry Huffman                     | Fra Fee              | Valentin Stilu                                 |
| Harty                             | Rebecca Gethings     | Almut Zydra                                    |
| Isabel Fezziwig                   | Jessie Buckley       | Lara Trautmann                                 |
| Jacob Marley                      | Jonathan Pryce       | Lutz Mackensy                                  |
| Jen Scrooge                       | Jemima Lucy Newman   | Nina Berger                                    |
| Jollygoode                        | Ayesha Antoine       | Philine Peters-Arnolds                         |
| Kathy Cratchit                    | Devon Pomeroy        | Nele Zech                                      |
| Mr. Fezziwig                      | James Cosmo          | Jürgen Kluckert                                |
| Tiny Tim                          | Rupert Turnbull      | Artur Lacdao (Sprache) Yike Ou (Gesang)        |
| Tom Jenkins                       | Giles Terera         | Daniel Welbat                                  |